# Runą

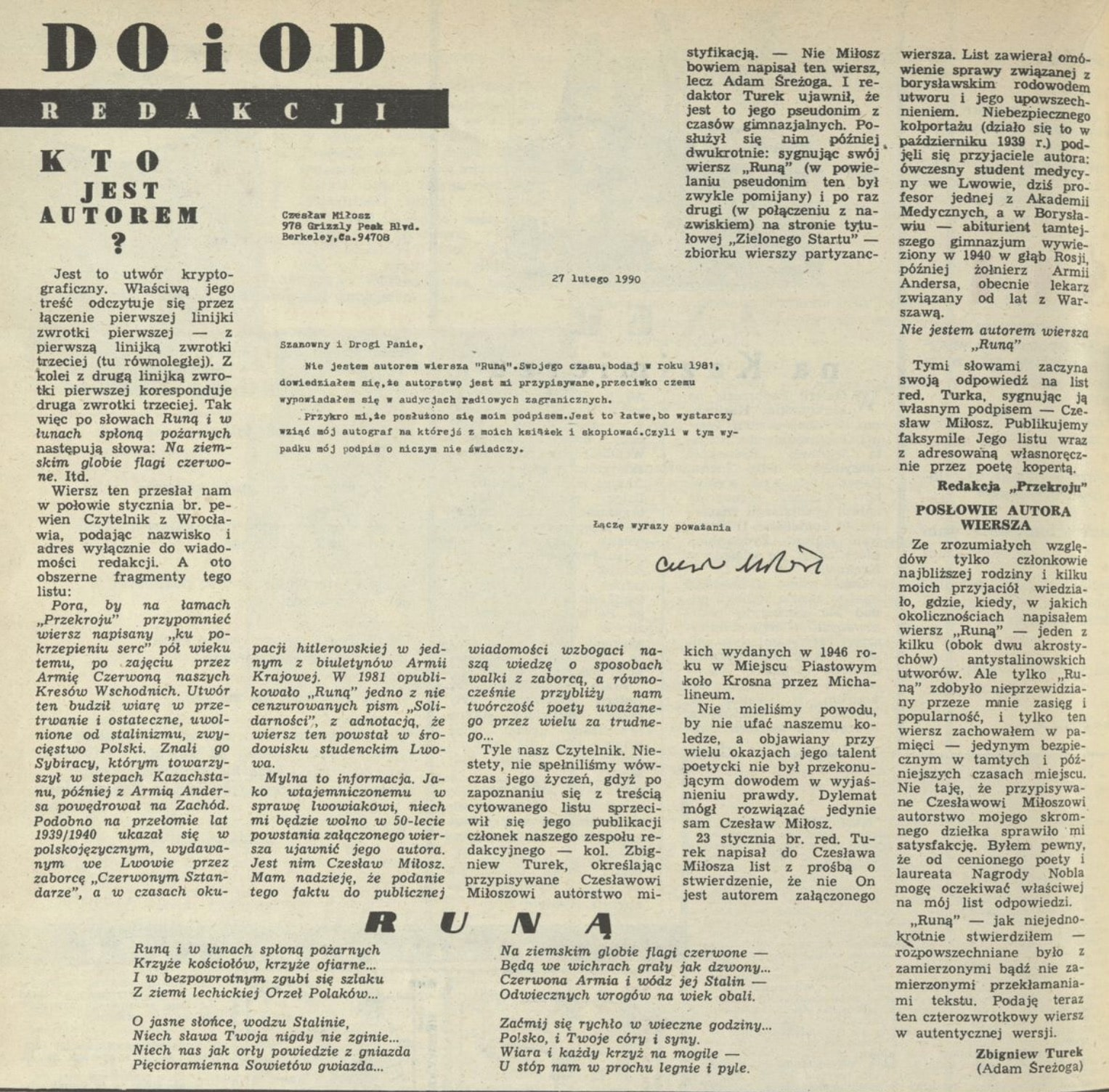
Wiersz „Runą” Zbigniewa Turka na łamach Przekroju z 1990 wraz z oświadczeniem Czesława Miłosza o nie byciu autorem wiersza.

Runą – wiersz autorstwa Zbigniewa Turka (pseudonim Adam Śreżoga), opublikowany po raz pierwszy w 1939 w okupowanym przez Sowietów Lwowie.
Utwór ma charakter kryptograficzny – jego celem było zmylenie sowieckiej cenzury. Czytany od góry do dołu ukazuje Józefa Stalina i władzę radziecką w pozytywnym świetle. Jednak czytając w inny sposób – pierwszy wers pierwszej zwrotki, następnie – pierwszy wers trzeciej i tak dalej, natrafia się na krytykę władzy radzieckiej i życzenie jej upadku.
Autorstwo wiersza przez lata przypisywano Czesławowi Miłoszowi, mimo jego zaprzeczeń. Publicysta i poeta Zbigniew Turek, przebywający wówczas w Polsce, milczał, nie chcąc narazić się na represje ze strony władzy ludowej. Dopiero po roku 1989 przyznał na łamach „Przekroju”, że to on napisał i opublikował ten utwór pod pseudonimem Adam Śreżoga.
Wiersz ukazał się w 1939 w polskojęzycznym czasopiśmie „Czerwony Sztandar” wydawanym przez sowieckiego okupanta. Podczas okupacji niemieckiej opublikował go jeden z biuletynów Armii Krajowej. W 1981 ukazał się w jednym z nieocenzurowanych czasopism wydawanych przez „Solidarność”. Utwór budził wiarę w przetrwanie Polski i uwolnienie się od komunizmu. Był znany w środowisku Sybiraków, wśród zesłańców do Kazachstanu, a także wśród żołnierzy armii Andersa.